# Svinovod
Svinovod (vitryska: Свіновод) är ett vattendrag i Belarus.   Det ligger i voblasten Homels voblast, i den centrala delen av landet, 210 km söder om huvudstaden Minsk.